# Referendum presidenziale in Kirghizistan del 1994
Il referendum presidenziale in Kirghizistan del 1994 si svolse il 30 gennaio 1994 per chiedere agli elettori un voto di fiducia relativo alla conferma dei poteri del presidente del Kirghizistan Askar Akayev.
Il 97,0% dei votanti espresse la fiducia al presidente Akayev.

## Contesto

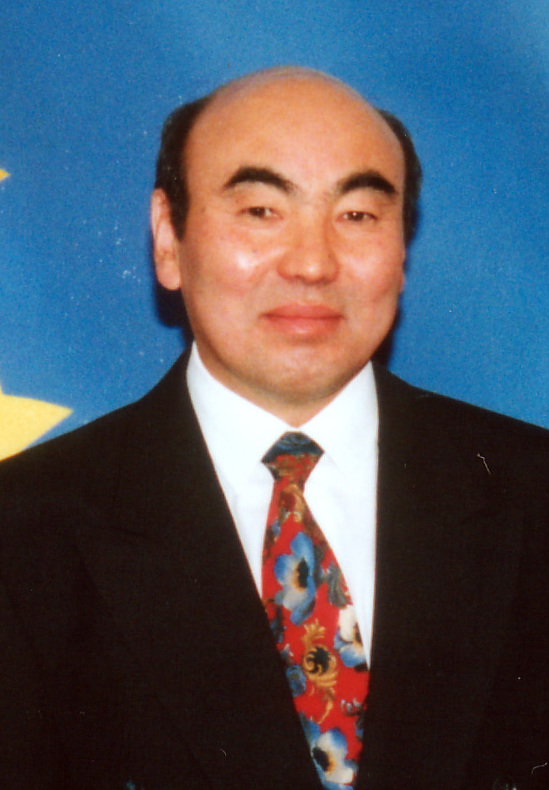
Askar Akayev nel maggio 1994

Nell'ottobre 1990 il Soviet Supremo della Repubblica Socialista Sovietica Kirghisa nominò Askar Akayev quale presidente. Il 15 dicembre 1990, il Soviet Supremo votò per cambiare il nome dello Stato in Repubblica del Kirghizistan. Nel gennaio successivo, Akayev introdusse nuove strutture di governo e nominò un nuovo governo composto principalmente da politici più giovani e orientati alle riforme. Nel febbraio 1991, il nome della capitale Frunze venne cambiato di nuovo nel toponimo pre-rivoluzionario di Biškek. Nonostante queste mosse politiche verso l'indipendenza, le realtà economiche sembravano lavorare contro la secessione dall'Unione Sovietica: nel referendum sulla conservazione dell'Unione Sovietica del marzo 1991, l'88,7% degli elettori ha approvato la proposta di mantenere l'Unione Sovietica come una "federazione rinnovata". Tuttavia, le forze secessioniste spinsero per l'indipendenza del Kirghizistan nell'agosto dello stesso anno. Il 19 agosto 1991, quando il Comitato statale per lo stato di emergenza assunse il potere a Mosca, ci fu un tentativo di deporre Akayev in Kirghizistan; a seguito del fallito colpo di stato, il presidente Akayev e il vicepresidente German Kuznečov annunciarono le loro dimissioni dal Partito Comunista dell'Unione Sovietica (PCUS), insieme a tutti i membri dell'ufficio e della segreteria. Questo fu seguito dal voto del Soviet Supremo kirgiso che dichiarò l'indipendenza dall'Unione Sovietica il 31 agosto 1991 come Repubblica del Kirghizistan. Il 12 ottobre 1991 Akayev, unico candidato, venne eletto presidente della nuova Repubblica indipendente a scrutinio diretto, ricevendo il 95% dei voti. Nello stesso mese, insieme ai rappresentanti di altre sette Repubbliche, firmò il Trattato della Nuova Comunità Economica. Infine, il 21 dicembre 1991, il Kirghizistan si unì alle altre quattro Repubbliche dell'Asia centrale per entrare formalmente nella nuova Comunità degli Stati Indipendenti. Il Kirghizistan ottenne infine la piena indipendenza pochi giorni dopo, il 25 dicembre 1991, mentre il giorno successivo l'Unione Sovietica cessò di esistere. Nel 1992 il Kirghizistan entrò a far parte delle Nazioni Unite e dell'Organizzazione per la sicurezza e la cooperazione in Europa (OSCE). Il 5 maggio 1993 il nome ufficiale del Paese venne cambiato da Repubblica del Kirghizistan a Repubblica Kirghisa.
Durante il primo mandato presidenziale, Askar Akayev cercò di attuare diverse riforme economiche, criticate però dal parlamento, tra cui la privatizzazione della terra e di altri beni economici, gestendo un regime relativamente liberale rispetto ai governi delle altre nazioni dell'Asia centrale. Per rafforzare la sua posizione, il presidente Akayev decise di chiedere un voto di fiducia ai cittadini kirghisi.
Non sono stati condotti sondaggi di opinione autorevoli in vista del referendum.
Il 23 gennaio Akayev rivolse un discorso alla Nazione, annunciando la sua intenzione di proseguire le riforme economiche.

## Risultati
| Elezioni                                                     | Votazione | %       |
| ------------------------------------------------------------ | --------- | ------- |
| Sì                                                           | 2.095.644 | 96,26%  |
| No                                                           | 64.256    | 2,95%   |
| Schede bianche/nulle                                         | 15.295    | 0,70%   |
| Voti totali                                                  | 2.177.024 | 100,00% |
| Elettori registrati / Affluenza                              | 2.267.163 | 96,02%  |
| Fonte: Elezioni in Asia: un manuale sui dati, Volume I, p448 |           |         |

## Conseguenze
A seguito del referendum, i poteri di Akayev furono confermati. Il periodo storico durante la sua presidenza, da un lato, è considerato come un'epoca di relativa stabilità politica, dall'altro è stato caratterizzato da una massiccia corruzione e disoccupazione. Akayev rimase al potere fino al 2005, quando la cosiddetta rivoluzione dei tulipani lo costrinse alle dimissioni, in quanto considerato corrotto e autoritario, nonché accusato di aver truccato le elezioni parlamentari del 2005. Fuggito in esilio a Mosca, ritornò in Kirghizistan solo nel 2021.